# Apocalisse di Tommaso
L'Apocalisse di Tommaso o Visione di Tommaso è un apocrifo del Nuovo Testamento scritto in latino nel IV-V secolo in ambiente manicheo. L'attribuzione pseudoepigrafa è a San Tommaso. Ci è pervenuta in due versioni latine, chiamate lunga (IX secolo) e corta (XI-XII secolo).
Descrive la fine del mondo riprendendo ampiamente la canonica Apocalisse di San Giovanni.

## Storia e datazione
Dal XVII secolo al XX secolo circa, l'esistenza dell'Apocalisse di Tommaso era nota solo per riferimenti ostili ad essa nel Decreto Gelasiano del VI secolo, che condannava l'opera come apocrifo da non leggere. Dal 1900 sono stati scoperti manoscritti che hanno permesso agli studiosi di ricostruire una storia del testo. Questi manoscritti sono in gran parte in latino , in particolare un manoscritto del IX secolo proveniente dall'abbazia di Benediktbeuern, sebbene nel Libro di Vercelli sia stato scoperto anche un frammento in lingua anglosassone.
Il testo è stato probabilmente scritto in greco tra il II e il IV secolo. Fu poi copiato indipendentemente e tradotto in latino in Italia o in Nord Africa; le diverse traduzioni della stessa opera sottostante spiegano varie differenze nel testo tra i manoscritti. Ci sono due recensioni del testo, una più lunga e una più breve, con quella più breve contenente un'interpolazione apparentemente scritta nel V secolo, attribuita all'influenza del priscillianesimo e/o del manicheismo, da qui la sua condanna nel Decreto Gelasiano. Probabilmente esistevano anche altre revisioni e variazioni.

## Contenuto
L'apocalisse è attribuita semplicemente a "Tommaso", senza chiarire quale. San Tommaso è una possibilità, così come uno dei tre discepoli più stretti di Mani, che si chiamava Tommaso. L'opera non è molto lunga, con soli 13 paragrafi nella versione breve, e 28 paragrafi nella versione più lunga. Tommaso racconta una visione di Dio che descrive la fine del mondo per un periodo di sette giorni e cosa accadrà in ciascuno di essi. L'ottavo giorno, gli eletti vengono consegnati a Dio, dopodiché si rallegrano per la distruzione del peccaminoso regno mortale.

## Influenze
L'Apocalisse di Tommaso era diffusa nell'Europa nordoccidentale, con manoscritti databili tra l'VIII e l'XI secolo. Nonostante la condanna nel Decreto Gelasiano, ciò non sembrò ridurre la sua popolarità: l'Apocalisse fu molto probabilmente accettata come canonica "in alcune parti della cristianità occidentale nei secoli IX e X". La versione interpolata dell'Apocalisse è nota per aver ispirato i Fifteen Signs before Doomsday, un elenco di quindici segni dati in quindici giorni che annunciano il Giorno del Giudizio, un elenco visionario che si diffuse in tutta Europa e rimase popolare forse fino ai giorni di Shakespeare.